# Іванківці (Лановецька міська громада)
Іва́нківці — село в Україні, у Лановецькій міській громаді Кременецького району Тернопільської області. Розташоване на річці Буглівка, на сході району. До 2020 року адміністративний центр сільської ради. До 1956 року — Янківці.
Населення — 615 осіб (2003).

## Історія
Перша писемна згадка — 1463 рік.
Іванківці — власність князів Збаразьких 1583.
1 жовтня 1933 року утворено ґміну Катербурґ Кременецького повіту і село включено до неї. 
12 червня 2020 року, відповідно до розпорядження Кабінету Міністрів України № 724-р «Про визначення адміністративних центрів та затвердження територій територіальних громад Тернопільської області» увійшло до складу Лановецької міської громади.
19 липня 2020 року, в результаті адміністративно-територіальної реформи та ліквідації Лановецького району, село увійшло до складу Кременецького району.

## Пам'ятки
Є церква Покрови Пресвятої Богородиці (1741; дерев'яна), капличка (2003).

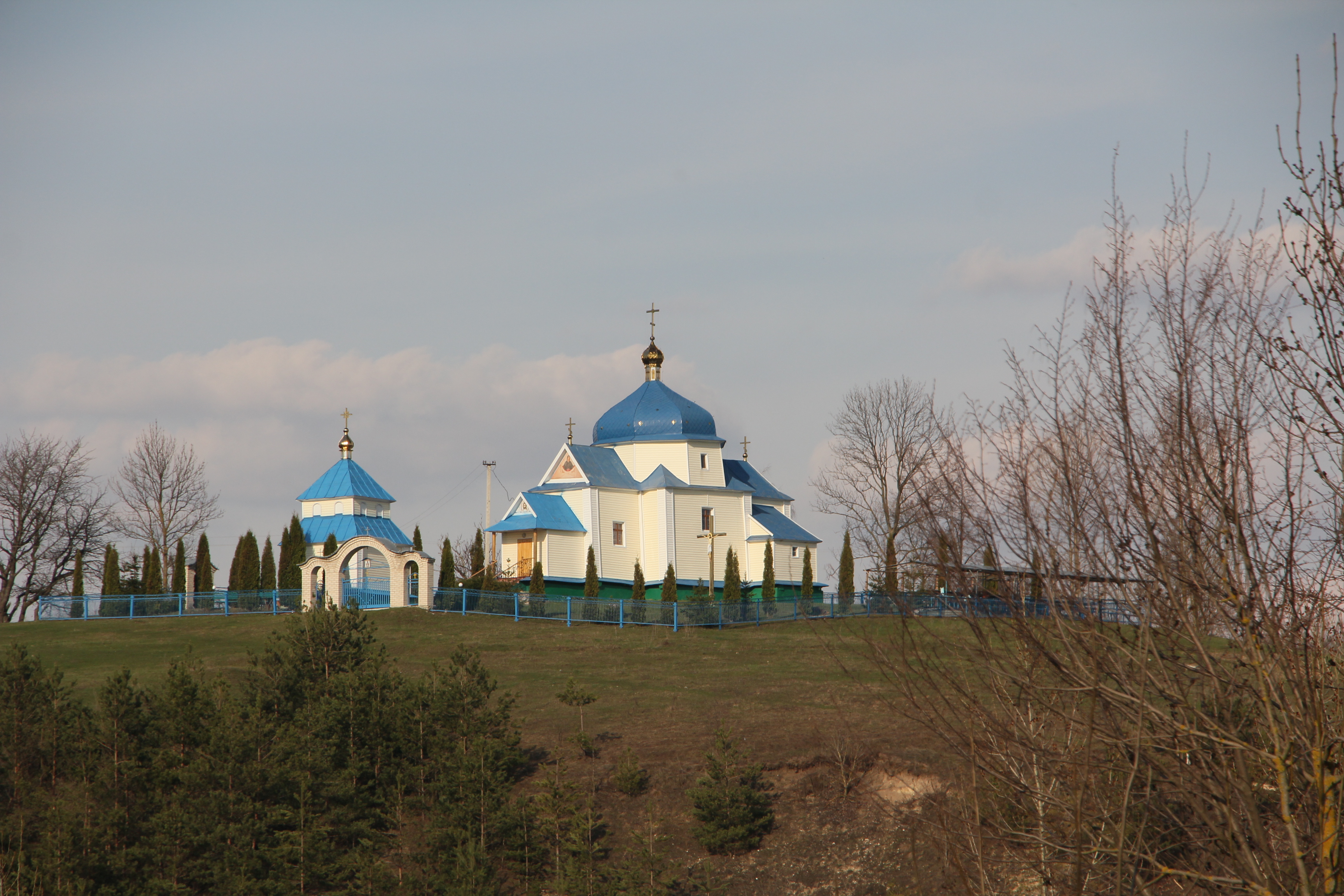
Дерев'яна церква

## Пам'ятники
Споруджено пам'ятник полеглим у німецько-радянській війні воїнам-односельцям (1985).

## Соціальна сфера
Діють загальноосвітня школа I-II ступенів, бібліотека.

## Відомі люди

### Народилися
- науковці В. і Р. Марчуки,
- генерал Збройних Сил України І. Марчук,
- літераторка Т. Салівончук,
- художники В. Трофимчук, Федір Копійковський.

## Галерея

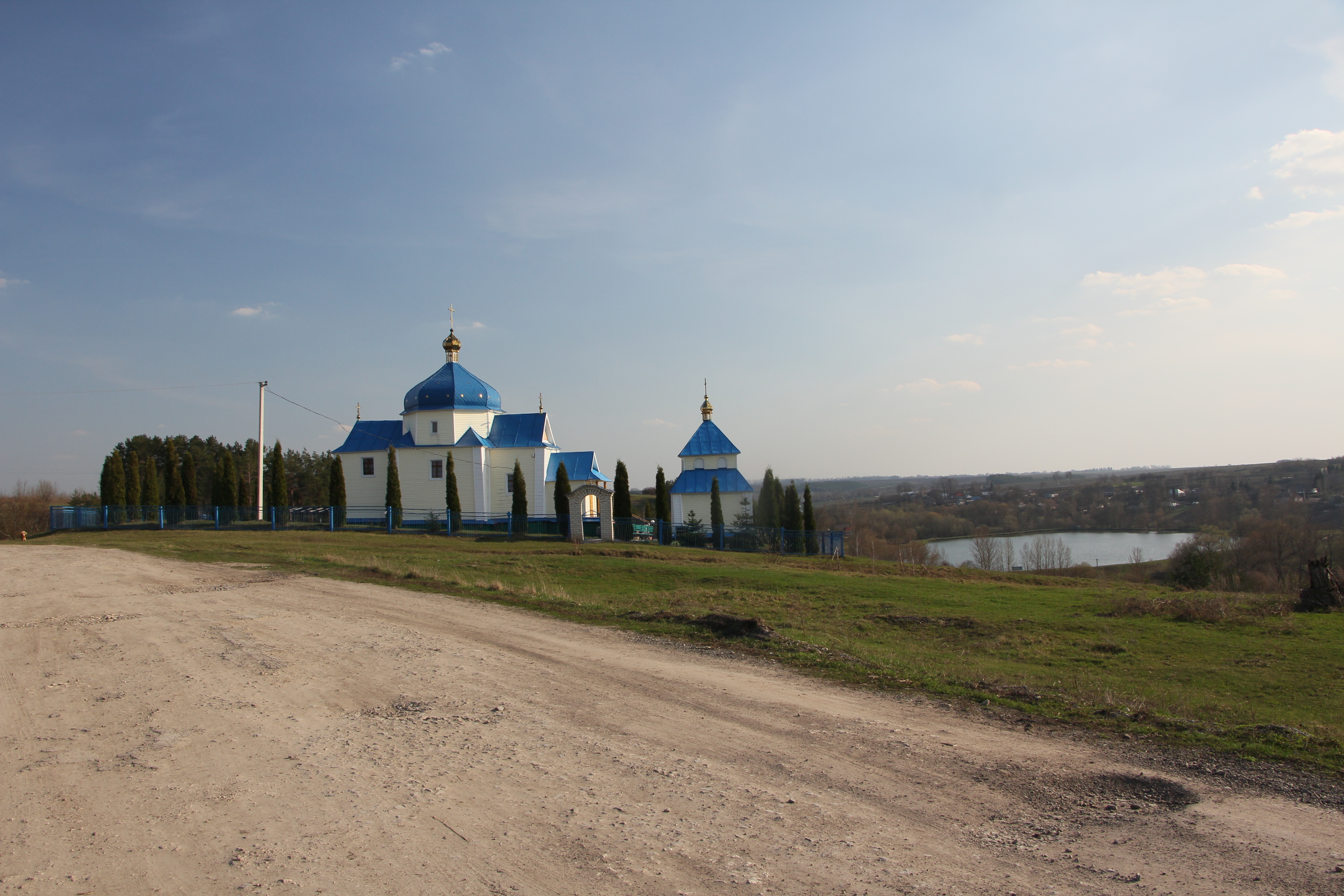
Дерев'яна церква з виглядом на став
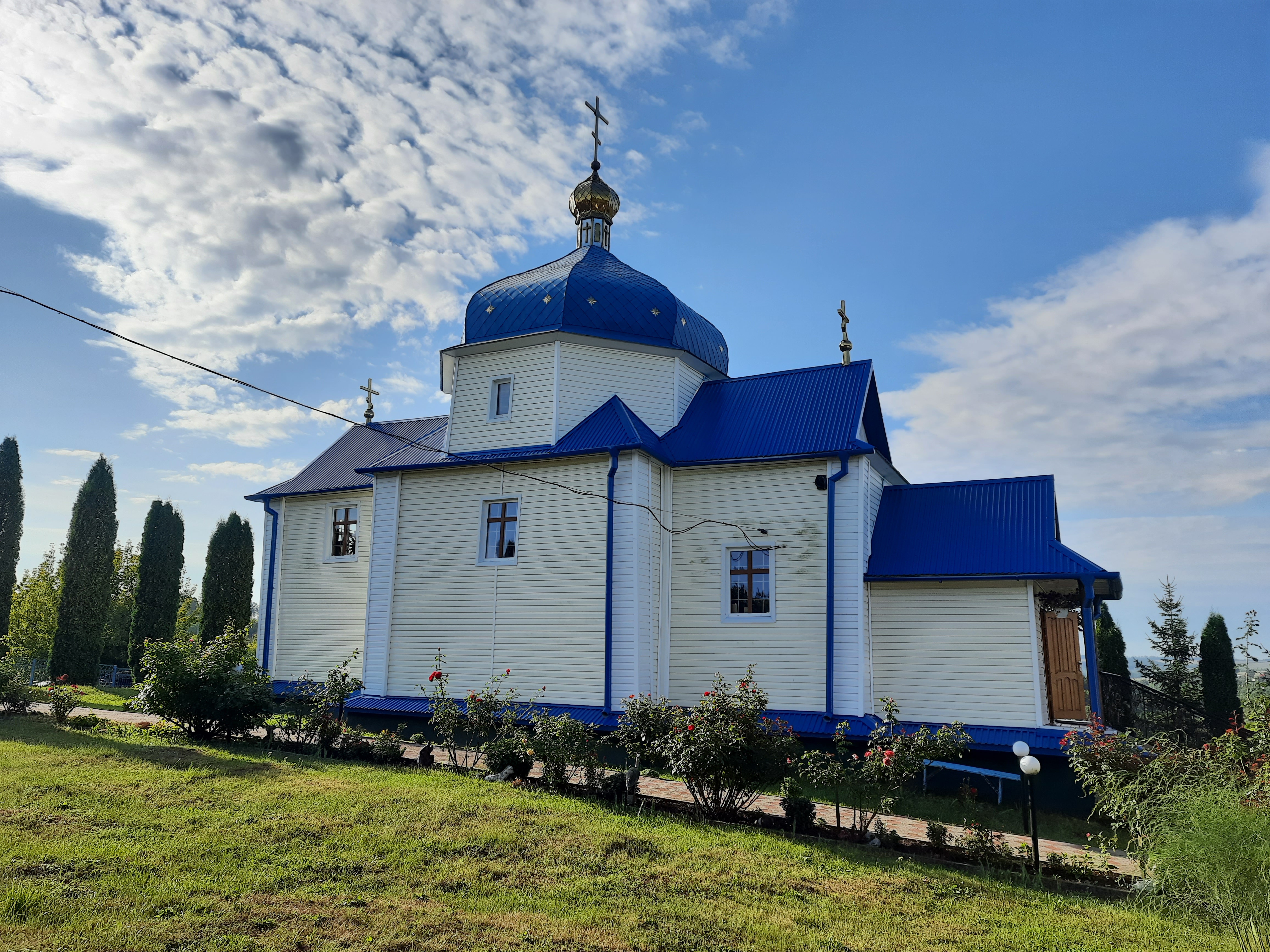
Церква Покрови Пресвятої Богородиці
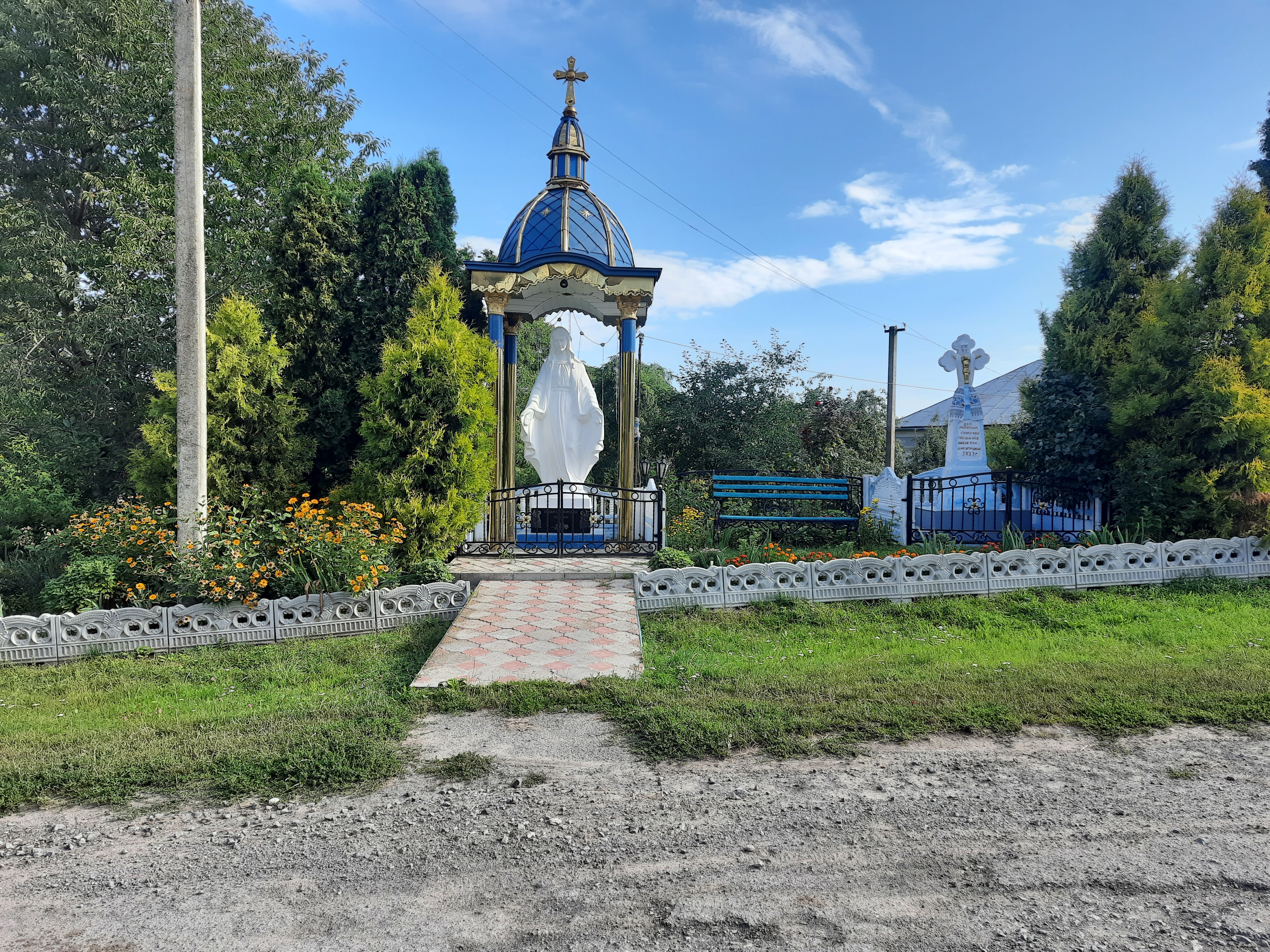
Статуя Божої Матері
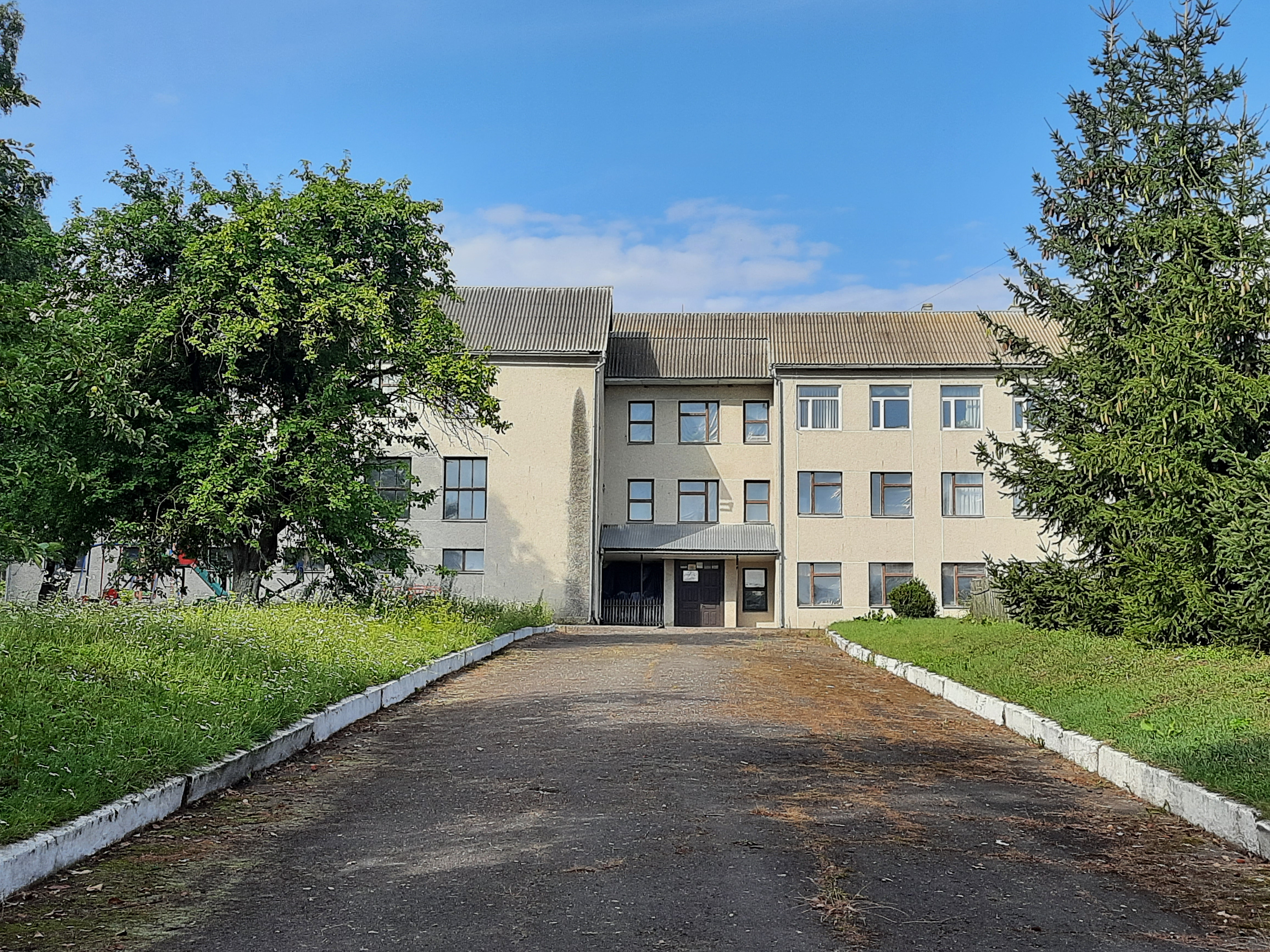
Школа
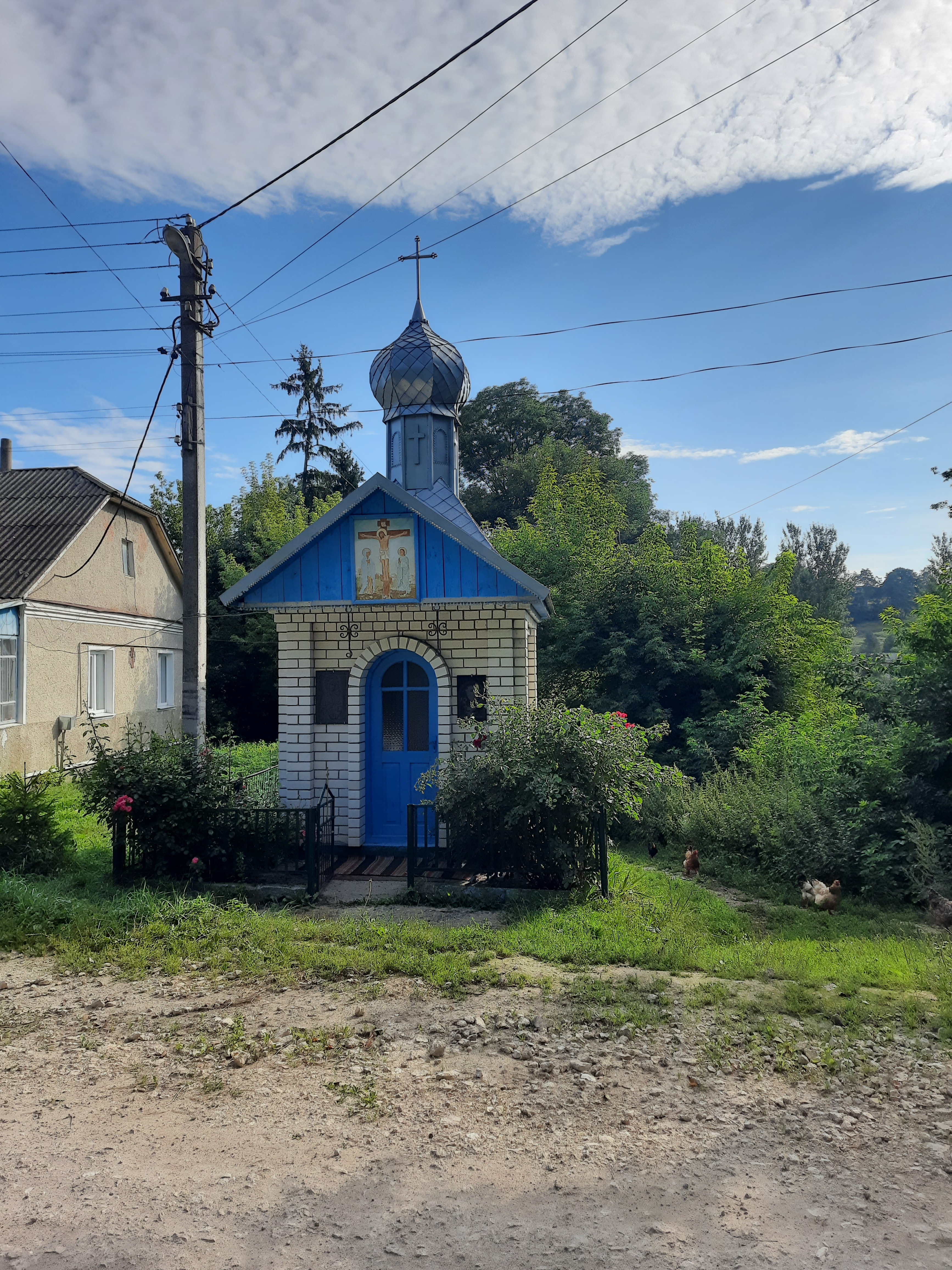
Капличка
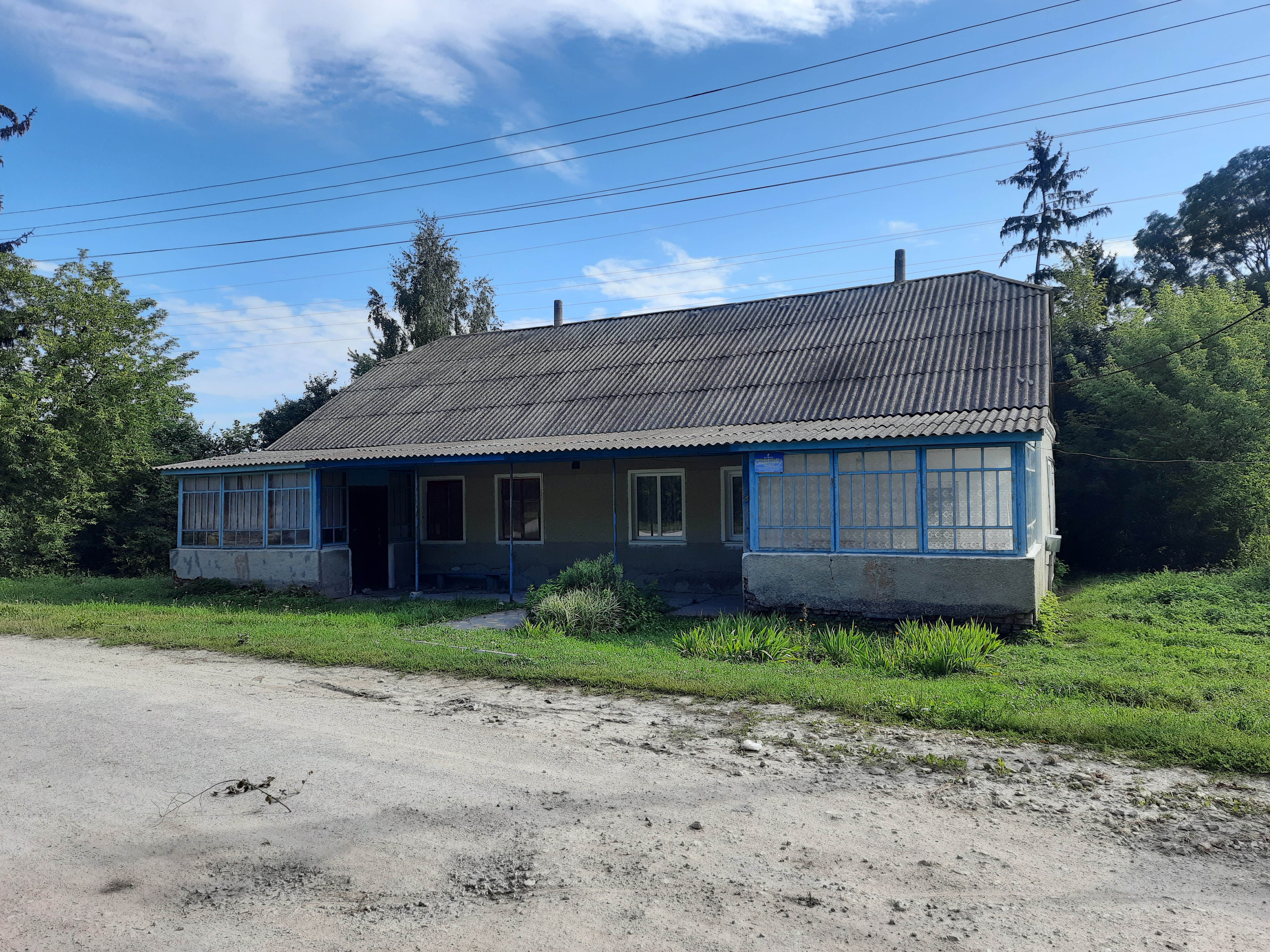
Фельдшерсько-акушерський пункт.
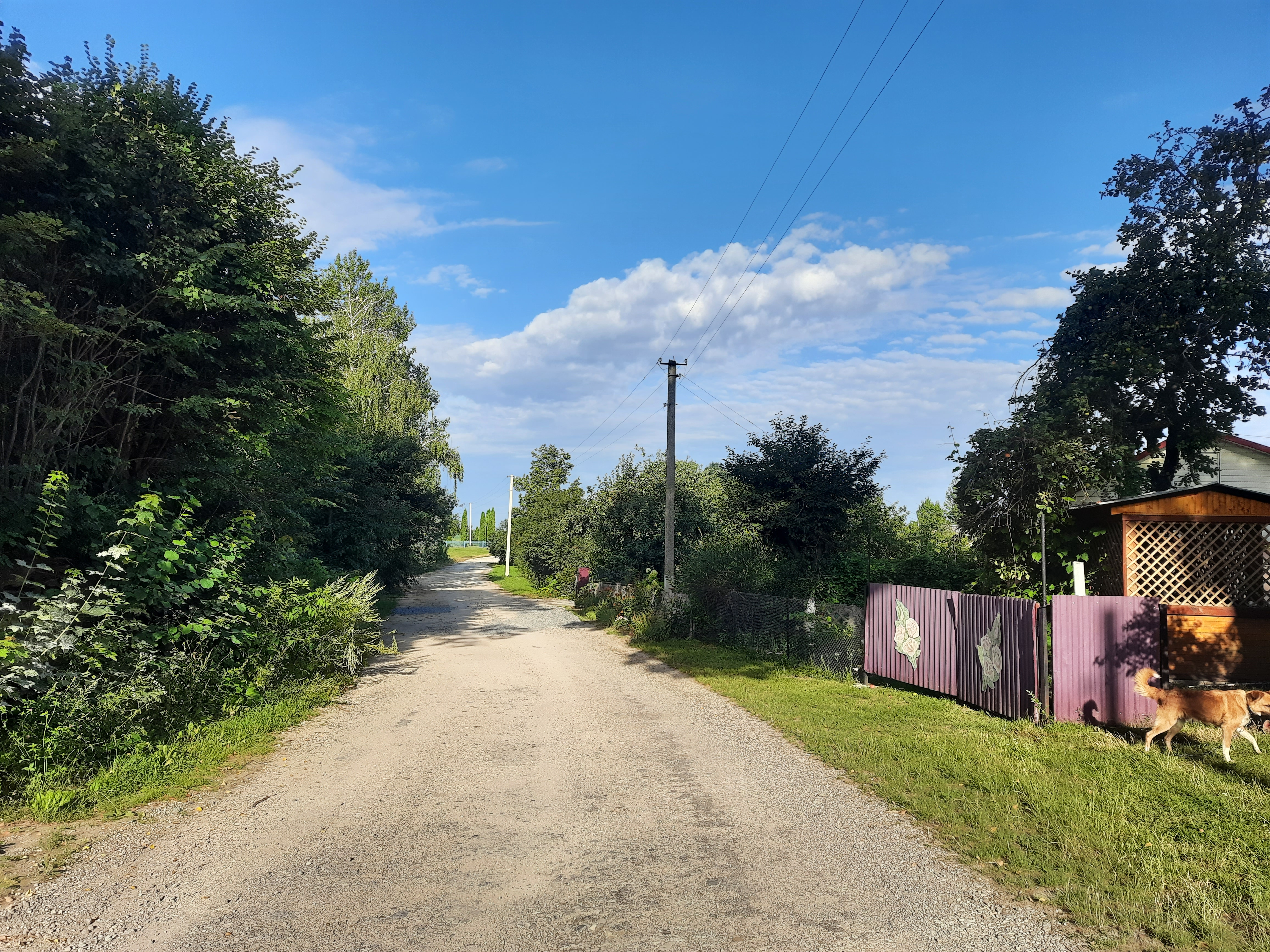
Сільська вулиця
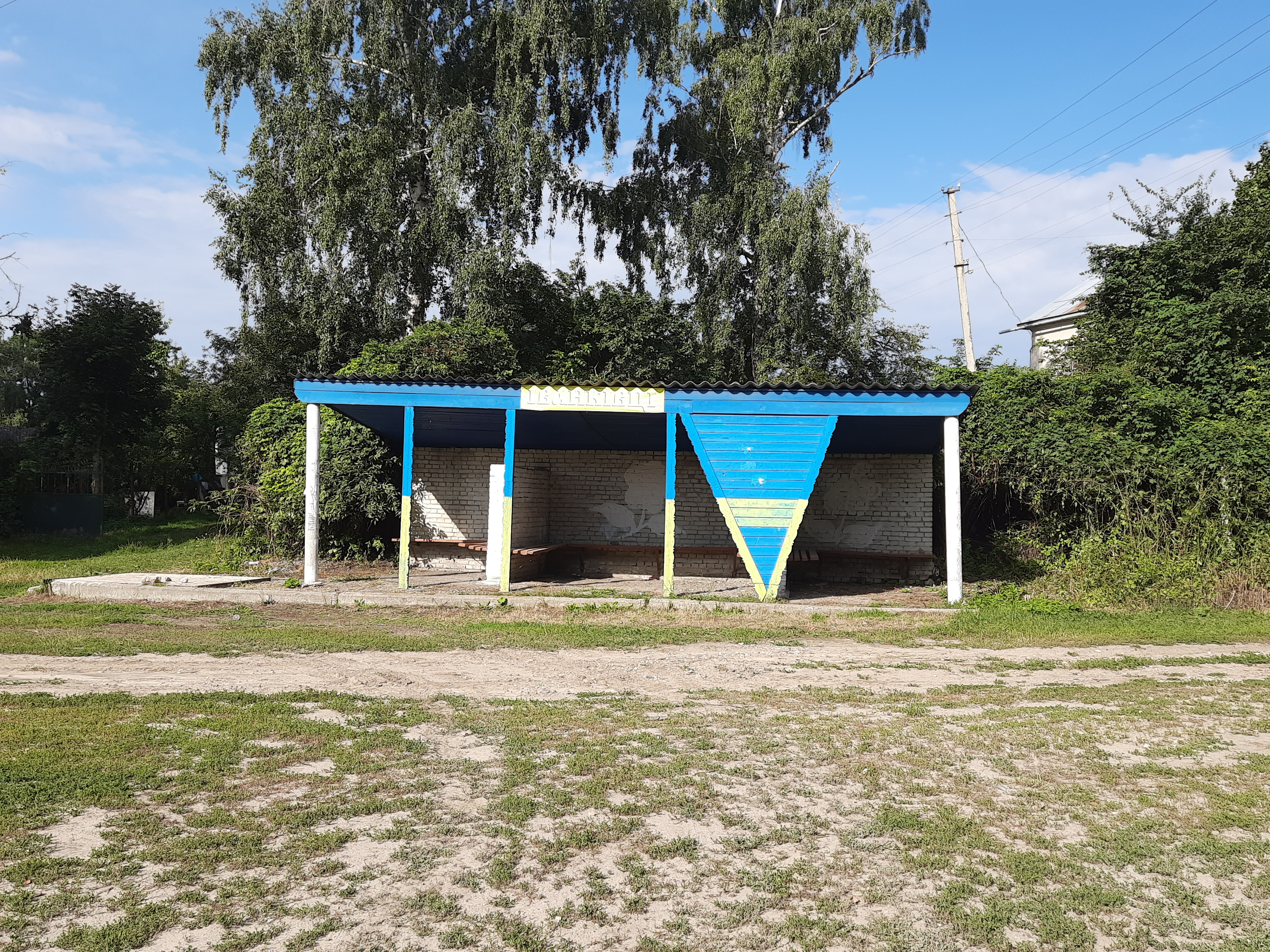
Автобусна зупинка
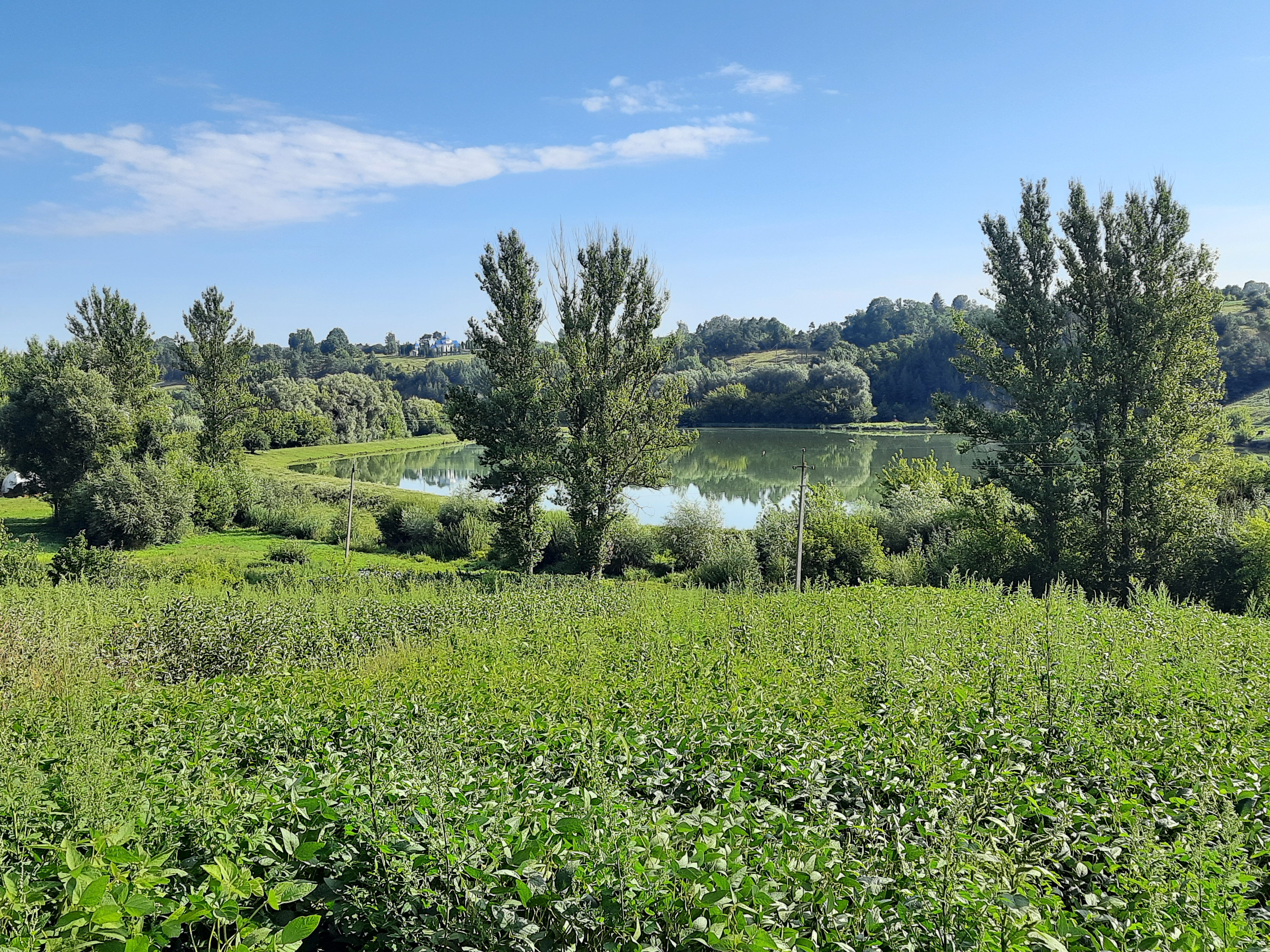
Став біля села
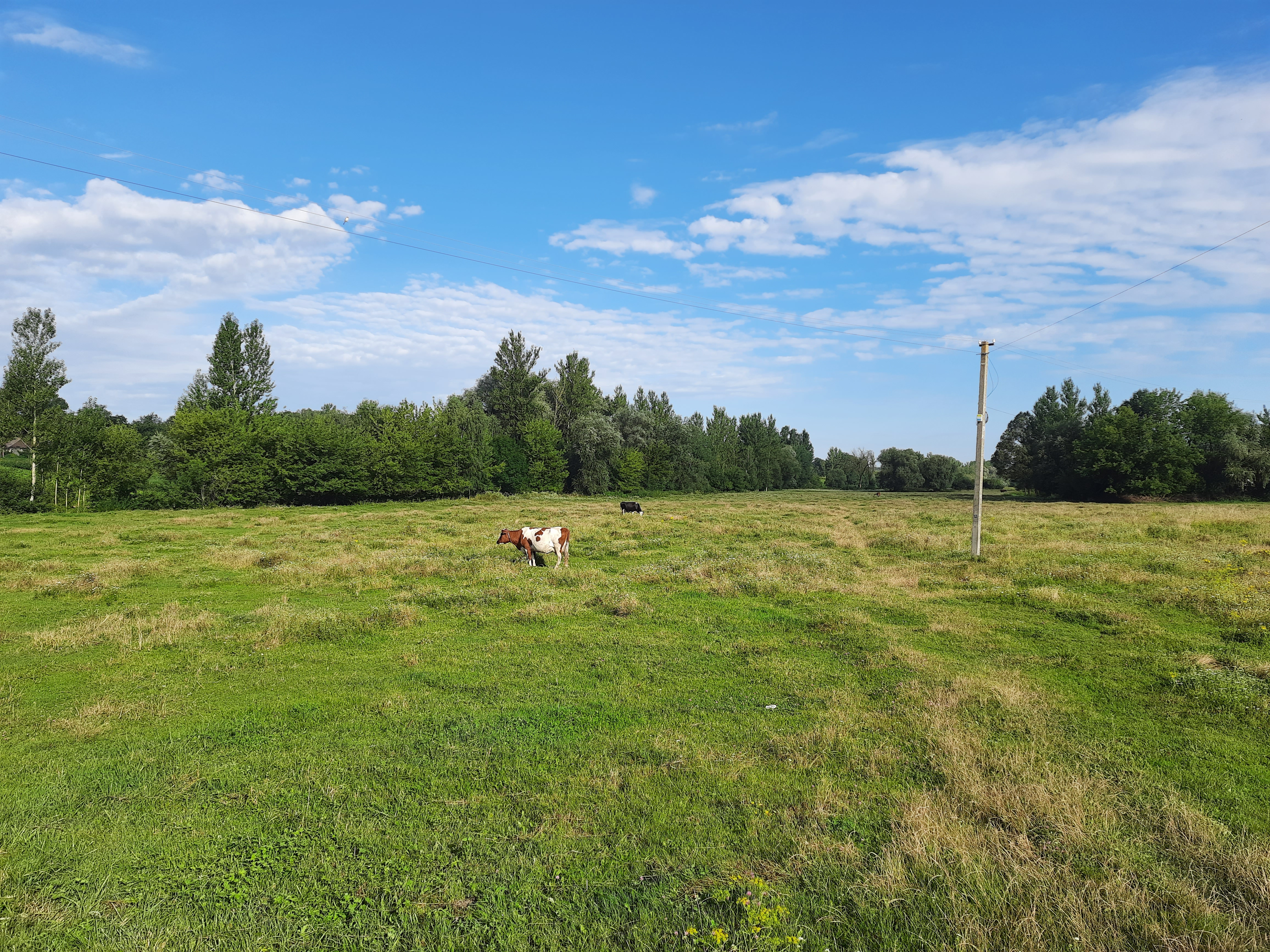
Сільський пейзаж